# Marianne Stoffels
C. (Marianne) Waegemans-Stoffels (ca. 1910) was een Belgische schaakster. Stoffels was vijfvoudig Belgische kampioene. Ze won in 1938, 1939, 1940, 1942 en 1944. In 1939 speelde ze voor de wereldtitel in Buenos Aires. Daar speelde ze onder andere tegen Vera Menchik, de regerende wereldkampioen. Ze speelde remise tegen Maria Teresa Mora Iturralde, die de enige bekende leerling van José Raúl Capablanca was.
Ze nam met "Het schaakbord" (een Antwerpse club) verschillende malen deel aan het Antwerps interclubtoernooi De zilveren toren in de jaren 1929-1934. 
In 1929, de eerste editie van het toernooi en in 1930 zat ze meestal op bord 3 (van de 12 borden). In de jaren 1933 en 1934 zat ze meestal op bord 4 van hetzelfde team.

## Wereldkampioenschap 1939
Het 7de wereldkampioenschap voor vrouwen ging door tijdens de schaakolympiade in Buenos Aires. Stoffels haalde 7 punten op 19 partijen. Ze werd daarmee 16 de op 20 deelnemers. Hier dv de resultaten op het wereldkampioenschap:
- Trepat de Navarro,D - Marianne Stoffels ½-½
- Stoffels - Elena Raclauskiene 1-0
- Stoffels - Anabelle Lougheed ½-½
- Stoffels - Milda Lauberte 0-1
- Stoffels - Ma De Vergil 1-0
- Stoffels - Maria Berea de Montero 0-1
- Stoffels - Ingeborg Andersson 0-1
- Salome Reischer - Stoffels 1-0
- Maria Teresa Mora Iturralde - Stoffels ½-½
- Mona May Karff - Stoffels 1-0
- Stoffels vs Vera Menchik 0-1
- Elfriede Rinder vs Stoffels 1-0
- Stoffels vs Catharina Roodzant ½-½
- Stoffels vs Sonja Graf-Stevenson 0-1
- Ruth Bloch Nakkerud - Stoffels ½-½
- Ingrid Larsen - Stoffels 0-1
- B Janeckova  - Stoffels 0-1
- Berna Carrasco Araya -Stoffels 1-0

## Partijen in Zilveren toren
1929 (2/7)
- Sohlberg -  Stoffels, Marianne ½-½
- Stoffels, Marianne - Van Wesemael 1-0
- Tensen - Stoffels, Marianne ½-½
- Stoffels, Marianne - Sohlberg 0-1
- Mees - Stoffels, Marianne 1-0
- Stoffels, Marianne - Biske 0-1
- Janssens - Stoffels, Marianne 1-0

1930 (2,5/7)
- Stoffels, Marianne - Van Hoek ½-½
- Stoffels, Marianne - Censor 1-0 (bewaard)[10]
- Van Praag - Stoffels, Marianne 1-0
- Stoffels, Marianne - Feinstein 0-1
- Zinger - Stoffels, Marianne 1-0
- Stoffels, Marianne - N.O. 1-0
- Shernetsky - Stoffels, Marianne 1-0

1933 (2,5/6)
- Stoffels, Marianne - Jacobs, G. 0-1 (14/02/1933)
- Stoffels, Marianne - Zinger 1-0 (21/02/1933)
- Jurgens - Stoffels, Marianne 1-0 (08/03/1933)
- Van Gompel - Stoffels, Marianne 0-1 (17/03/1933)
- Censor - Stoffels, Marianne 1-0 (25/03/1933)
- Stoffels, Marianne - Jurgens ½-½  (28/03/1933)

1934  (3/5)
- Stoffels, Marianne - Weltjens, Leon 1-0 (06/02/1934)
- Jacobs, G. -  Stoffels, Marianne ½-½ (16/02/1934)
- Schindelheim - Stoffels, Marianne 0-1 (17/2/1934)
- Stoffels, Marianne - Dhont 0-1 (13/03/1934)
- Stoffels, Marianne - Tensen ½-½ (27/3/1934)

## Voetnoten
1. ↑  newinchess.com/
2. ↑  http://www.d1xd8.com/index.php?mod=myblog&f=comments&id=37
3. ↑  http://www.chessgames.com/player/maria_teresa_mora_iturralde.html
4. ↑  https://www.freewebs.com/schaakhistorie_ea2/zt1929.html
5. ↑  https://www.freewebs.com/schaakhistorie_ea2/ZT1930.html
6. ↑  https://www.freewebs.com/schaakhistorie_ea2/ZT1933.html
7. ↑  https://www.freewebs.com/schaakhistorie_ea2/zt1934.html
8. ↑  http://www.chessgames.com/perl/chessplayer?pid=81117
9. ↑  https://web.archive.org/web/20140209085620/http://database.chessbase.com/js/apps/onlinedb/
10. ↑  https://www.freewebs.com/mychess4/ZT1930.html